# Monteagudo (Navarra)
Monteagudo település Spanyolországban, Navarra autonóm közösségben. Monteagudo Cascante, Tulebras, Barillas, Malón, Novallas és Tarazona községekkel határos. Lakosainak száma 1085 fő (2024).

## Népesség
A település népessége az elmúlt években az alábbi módon változott:
| Lakosok száma | 1172 | 1154 | 1159 | 1168 | 1145 | 1105 | 1078 | 1092 | 1109 | 1085 |
|               | 2001 | 2004 | 2007 | 2009 | 2012 | 2014 | 2017 | 2019 | 2022 | 2024 |